# Pianosonate nr. 8 (Prokofjev)
De 8e pianosonate op. 84 in Bes majeur van Sergej Prokofjev is geschreven tussen 1939 en 1944. Deze sonate beleefde zijn première op 30 december 1944 in Moskou, waar pianist Emil Gilels het werk voor het eerst ten gehore bracht. Het werk staat samen met de sonates 6 en 7 ook bekend als een van de oorlogssonates (alle drie geschreven tijdens de Tweede Wereldoorlog).

## Delen
1. Andante dolce - Allegro moderato (inquieto) - Andante dolce, come prima - Allegro
2. Andante sognando
3. Vivace - Allegro ben marcato - Andantino - Vivace, come prima

## Toelichting
Prokofjev's 8e pianosonate vormt een groot contrast in vergelijking met de voorganger, sonate nr. 7 (opus 83), ondanks het feit dat de toonsoort (Bes majeur) overeenkomt. De sonate is een van de muzikaal rijkste van de hele serie sonates van Prokofjev, maar lastig te doorgronden vanwege de veelheid aan muzikale ideeën die erin is vervat. De schetsen voor de sonate startte Prokofjev in 1939 en het werk werd voltooid in 1944. In 1946 ontving de componist voor deze sonate alsmede voor diens 5e symfonie een Staatsprijs.